# Argidava subviduata
Argidava subviduata är en fjärilsart som beskrevs av Walker 1862. Argidava subviduata ingår i släktet Argidava och familjen mätare. Inga underarter finns listade i Catalogue of Life.